# 王学文

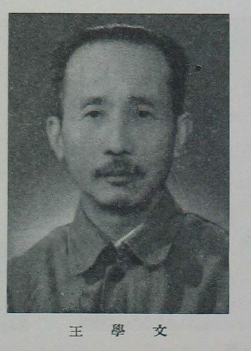
王學文近照

王学文（1895年5月—1985年2月22日），原名王守椿，号首春，笔名王昂、念先、思锦、思云、王秋心、汪铁锋、黄华、黄源、惟明、汪思锦，江苏徐州人，中国近代政治人物，经济学家。

## 生平
生于中药商人家庭。1909年在江苏省铜山县立第一高小毕业。1910年赴日本，入东京目白同文书院。1911年因辛亥革命回国。1913年再次东渡继续在目白同文书院学习。1913年入金泽第四高等学校。1921年入京都帝国大学经济学部。为官费生（先是江苏省官费，75日元/月，不能按时给；后改为庚子赔款官费，70日元/月，按时付给）。1924年加入京都大学社会科学研究会。1925年获经济学士学位毕业，继而入京都大学院，师从河上肇，研究马克思主义哲学与政治经济学。1927年4月年加入中国共产主义青年团，1927年5月转为中国共产党党员，经上海辗转到武汉。为武汉国民政府的中国国民党海外部（部长彭泽民，秘书长许苏魂）工作，编《海外周刊》。1927年5月20日在汉口召开“泛太平洋劳动大会”（也称作“第二次太平洋劳动会议”），日共代表山本悬藏会见赤色职工国际总书记洛佐夫斯基、中共代表苏兆征，都是王学文作翻译。
七一五事变宁汉合流后，没能追上南昌起义部队，旋即再赴日本，在京都帝国大学中国学生中开展党的工作，并着手翻译恩格斯的《家庭、私有制和国家的起源》。1927年底赴台湾走访了近一年，与当地知识分子与爱国者谈话，宣传中国大陆革命形势与马克思主义。1928年秋到上海，参加了创造社。在上海艺大、中华艺大、华南大学、群治大学、法政学院讲授政治经济学和经济思想史，在《思想月刊》、《新思潮》（主编王学文）、《读者》、《社会科学讲座》等公开刊物上发表文章宣传马克思主义。1930年与宋庆龄、鲁迅、潘汉年、朱镜我等发起组织中国自由运动大同盟并担任执行委员。是左联发起人。1930年3月为上海的东亚同文书院的日本进步青年学生的“中国问题研究会”开政治经济学讲座，进行马克思主义启蒙教育；中西功、西里龙夫、尾崎秀树等组建了“日支斗争同盟”。参与创办中国社会科学家联盟并为党团成员、中国社会科学研究会第一任党团书记。社联与左联合办上海华南大学，很快被查封。社联在上海又创办“文艺暑假补习班”，由王学文担任社会科学方面的课程。1931年底任中共中央文化工作委员会书记一个月。1932年调江苏省委宣传部主办《红旗》机关报，并办了3期骨干训练班。1933年调上海中央执行局，转入隐蔽战线。1935年上海的中央特科系统遭到大破坏，王学文到香港躲避。1935年底1936年初回到上海，与中央特科与中央文委接上关系。调解鲁迅、胡风、茅盾、聂绀弩、方之中为一方，周扬、夏衍、邓洁、钱俊瑞为另一方的“国防文学”口号之争。1936年4月冯雪峰从陕北被张闻天、周恩来派到上海，5月4日见到鲁迅后提出“民族革命战争的大众文学”口号。按照冯雪峰的要求，王学文通知中央文委的周扬、夏衍、邓洁、钱俊瑞：解散文委，停止活动，停止文委所属各单位的党团活动。冯雪峰要王学文把中央特科的关系全部移交。
1937年春和邓洁赴延安，历任中共中央党校教员。七七事变后任中央党校教务主任。1938年秋任延安马列学院副院长兼教务处主任，主持日常工作。1940年任中央军委总政治部敌工部部长兼敌军工作干部学校校长，并在延安日本工农学校讲授政治经济学。中共中央财经部研究室主任。
1948年任华北财经学院院长等职。1949年6月任中央马列学院政治经济学教研室主任。
1953年调入中宣部（编外），从事《资本论》以及政治经济学的研究。1955年当选中国科学院哲学社会科学部学部委员。教育部政治经济学教学委员。中国科学院经济研究所研究员、学术委员。新经济学会筹备会常委。《资本论》研究会名誉会长等职。
中共七大代表。第一、四届全国人民代表大会代表。第一至五届全国政协委员、常务委员。
著有《社会问题概论》、《近世欧洲经济思想史》、《政治经济学教程绪论》、《政治经济学方法论的几个问题》等。

## 家人
- 夫人刘静淑
- 长女王义举